# Британська асоціація виробників фонограм
Британська асоціація виробників фонограм (англ. British Phonographic Industry, BPI)  — асоціація, що представляє інтереси звукозаписної індустрії Британії. В асоціацію входять сотні звукозаписних компаній, в тому числі і головні («Warner Music Group», «EMI», «Sony Music Entertainment», і «Universal Music Group»). Формально асоціація створилась в 1973. В основному тодішня мета BPI була боротьба з порушенням авторського права.
BPI у 1977 заснувала «БРИТ нагороду» (BRIT Awards), яка дуже схожа на «Mercury Prize». Компанія-організатор BRIT Awards Limited є дочірньою компанією BPI. Надходження від обох виставок надходять до BRIT Trust, благодійного підрозділу BPI, який пожертвував майже 15 мільйонів фунтів стерлінгів на благодійні цілі по всій країні з моменту його заснування у 1989 році. У вересні 2013 року BPI вручив першу в історії BRITs Icon Award серу Елтону Джону. BPI також схвалив запуск премії Mercury Prize за альбом року в 1992 році.

## Сертифікація
- Сингли
  - Срібло: 200,000 продаж
  - Золото: 400,000 продаж
  - Платина: 600,000 продаж
- Альбоми
  - Срібло: 60,000 продаж
  - Золото: 100,000 продаж
  - Платина: 300,000 продаж
- Музичні DVD
  - Золото: 25,000 продаж
  - Платина: 50,000 продаж